# Хотінь
Хоті́нь — селище в Україні, у Хотінській селищній громаді Сумського району Сумської області. Адміністративний центр громади. Розташоване за 20 км на північ від міста Сум. Населення — 678 мешканців (2025).

## Географічне розташування
Селище міського типу Хотінь знаходиться на березі річки Олешня, вище за течією примикає село Писарівка, нижче за течією на відстані 1 км розташоване село Кровне.

## Історичні відомості
Вперше Хотінь згадується в «Списку руських міст, далеких і ближніх», складеному наприкінці XIV століття, як Хотѣнь на Пьслѣ тобто Хотінь на Пьслі. Татарські набіги XV—XVI ст. повністю знищили Хотінь. Про місцезнаходження давнього міста вказує городище на правому березі річки Олешня. Щодо походження назви села існує декілька припущень. Назва Хотінь може походити від давньоруського Хотимир (зменшувальні Хотєн, Хотин, Хот), або від дієслова "хотіти" (бажати) і дослівно означає "бажане місце". Яке саме з цих припущень вірне — наразі встановити неможливо.
У 1689 р. неподалік від старого городища сумським полковником Герасимом Кондратьєвим за 2 версти на південь від Ромоданівського шляху, на лівому березі річки, біля криниці Хочуні було засновано поселення Хотінь.
Нащадок роду Кондратьєвих — Андрій Андрійович Кондратьєв у 1783 р. на кошти фундатора Хотіні побудував муровану трьохпрестольну церкву в ім’я Успіння Пресвятої Богородиці з приділом верховних Апостолів. Храм освятили у 1786 році. При церкві діяли церковно-парафіяльна школа та два земських училища. Дата знищення не встановлена. Наприкінці XVIII ст. Хотінь перейшла у власність правнучки полковника Ганни, яка вийшла заміж за таємного радника М. Комбурлея. На їхнє замовлення петербурзький архітектор Д. Кваренгі побудував розкішну садибу з палацом і парком. Хотінський палацовий ансамбль вважався одним з найкращих садиб на Слобожанщині.
За даними на 1864 р. у власницькій слободі Сумського повіту Харківської губернії мешкало 1778 осіб (835 чоловічої статі та 943 — жіночої), налічувалось 287 дворових господарства, існувала православна церква, відбувався щорічний ярмарок.
У другій пол. XIX ст. маєток належав графу П. Строганову, а в 1916 р. його придбав власник сусідньої Кияниці Н. Лещинський. У 1918 р. палац був знищений пожежею. Два збережених флігеля зараз у занедбаному стані.
Станом на 1914 р. село було центром окремої Хотінської волості, кількість мешканців зросла до 4339 осіб.
17 жовтня 1941 року радянські війська з боєм відступають з Хотіні, нацистські окупанти 23 місяці панували в селі. Вони вивозили худобу, хліб, примушували населення працювати на себе, вивизили молодь на каторжні роботи у Німеччину. У період окупації на Хотінщині діяв партизанський загін, який очолював секретар підпільного ракому партії С. С. Звягін. Загін діяв до 20 травня 1942 року. За період свого існування загін знищив три ворожих літаки, більше двадцяти автомобілів, понад 650 солдатів притивника, підірвав п’ять стратегічних мостів. В Хотіні діяла молодіжна підпільна організація, яка вела диверсійну роботу, перешкоджала насильному вивозу юнаків та дівчат у Німеччину. 2 вересня 1943 року звільнили Хотінь від окупантів бійці 615-го стрілкового полку 167-ї стрілкової дивізії.
Поступово село відбудувалося. За п’ять років колгосп повернувся до показників довоєнного рівня. У 1951 році в Хотіні відкрили районну лікарню. У 1959 році закінчилась повна електрифікація села. В 1960 році почали діяти будинок побуту та будинок культури. 1963 року було засноване сільське професійно-технічне училище, що й дотепер готує спеціалістів з важливих сільськогосподарських професій.
Хотінці пишаються уродженцями землі своєї: докторм сільськогосподарських наук Г. І. Ройченком, генерал-майором авіації В. М. Доценком, віце-адміралом Ф. Ф. Крячком, професором, докторм технічних наук М. П. Петриною.
У 1977 році при загальноосвітній школі відкрився історико-краєзнавчий музей, який нині носить ім’я Геннадія Терентійовича Петрова, видатного краєзнавця Сумщини.
У жовтні 2023 року художники із Сум, Чернігова та Харкова провели осінній пленер. Результати цієї роботи представили на вернісажі.
29 квітня 2022 року близько 12.20, за інформацією голови Сумської ОВА Дмитра Живицького, - прикордонники Сумського загону почули гул двигунів з боку російського кордону, після чого побачили пару ворожих Мі-8. Один з вертольотів здійснив кілька пусків некерованими авіаційним ракетами по території України. Постраждалих немає.
3 серпня 2024 року російські війська обстріляли селище. Зафіксовано 3 вибухи, ймовірно ствольна артилерія 122 мм.
14 серпня 2024 року оперативне командування “Північ” повідомило, що російський агресор обстріляв Сумську область. В селі зафіксовано 2 обстріли: 6 вибухів, ймовірно КАБ.
17 серпня 2024 року оперативне командування «Північ» повідомило про обстріли Сумської області. Серед постраждалих населених пунктів селище Хотінь – 2 вибухи, ймовірно КАБ.

## Населення

### Чисельність населення
| 1959 | 1979 | 1989 | 2001 | 2016 |
| ---- | ---- | ---- | ---- | ---- |
| 2755 | 3980 | 3770 | 2558 | 2445 |

### Розподіл населення за рідною мовою(2001)
| українська мова | російська |
| --------------- | --------- |
| 94,30 %         | 5,31 %    |

## Пам'ятки архітектури
- Хотінський палац

## Люди
- Василевський Сергій Петрович (1917—1999) — український архітектор.
- Гальченко Микола Петрович (1920—1943) — молодший сержант Робітничо-селянської Червоної Армії, учасник Німецько-радянської війни, Герой Радянського Союзу (1944).
- Жоров Вадим Олександрович (1994—2023) — молодший сержант збройних сил України, учасник російсько-української війни.
- Куліш Володимир Іванович (1963) — політичний та громадський діяч, голова Чернівецької обласної державної адміністрації (2006–2010 роки).
- Ройченко Олександр Олександрович (1911—1943) — командир мінометної роти 1033-го стрілецького полку 280-ї стрілецької дивізії 60-ї армії Центрального фронту, старший лейтенант. Герой Радянського Союзу.